# Sika (langue)
Pour les articles homonymes, voir Sika.
Le sika est une langue austronésienne parlée en Indonésie, dans l'île  de Florès. La langue appartient à la branche malayo-polynésienne des langues austronésiennes.

## Phonologie
Le tableau présente les consonnes du sika.

### Consonnes
|              |              | Bilabiales | Dentales | Latérales | Dorsales | Dorsales | Glottales |
| ------------ | ------------ | ---------- | -------- | --------- | -------- | -------- | --------- |
| Palatales    | Vélaires     | Bilabiales | Dentales | Latérales |          |          | Glottales |
| Occlusives   | Sourde       | p [p]      | t [t]    |           |          | k [k]    |           |
| Occlusives   | Sonore       | b [b]      | d [d]    |           |          | g [g]    |           |
| Fricative    | Sourde       |            | s [s]    |           |          |          | h [h]     |
| Fricative    | Sonore       | β [β]      |          |           |          |          |           |
| Affriquée    | Affriquée    |            |          |           | ʤ [d͡ʒ]   |          |           |
| Nasale       | Nasale       | m [m]      | n [n]    |           |          | ŋ [ŋ]    |           |
| liquide      |              | r [r]      | l [l]    |           |          |          |           |
| liquide      | préglott.    |            | ʔr [ʔr]  | ʔl [ʔl]   |          |          |           |
| Semi-voyelle | Semi-voyelle | ʔw [ʔw]    |          |           |          |          |           |

## Sources
- (en) Donohue, Mark, The Papuan Language of Tambora, Oceanic Linguistics, 46:2, pp. 520-537, 2007.